# شهرداری روزومان
شهرداری روزومان (به لاتین: Rosoman Municipality) یک منطقهٔ مسکونی در مقدونیه شمالی است که در مقدونیه شمالی واقع شده‌است. شهرداری روزومان ۱۳۲٫۹ کیلومتر مربع مساحت و ۴٬۱۴۱ نفر جمعیت دارد.